# رضا خرمی
رضا خرمی (زاده ۱۵ دی ۱۳۲۵ در محله مخبرالدوله تهران) یک کشتی‌گیر اهل ایران و دارنده مدال نقره مسابقات کشتی آزاد بازی‌های آسیایی ۱۹۷۴ است.